# ファミリー・ガイ
『ファミリー・ガイ』（原題：Family Guy）は、アメリカ合衆国のFox (フォックス放送) で、1999年より放送されているコメディアニメ作品。タイトルは英語で「家庭思いの男」という意味。
ブラックユーモアや社会風刺、脈絡なく挿入される十秒程度の「カットアウェイ・ギャグ(英語版)」などが特徴である。
2003年のシーズン3で放送は一旦終了したが、シーズン4が2005年より再開され、2023年のシーズン21まで放送された。2025年までにシーズン22と23の制作が予定されている。
2009年から2013年まで、ピーターの友人クリーヴランド・ブラウンを主役にしたスピンオフ「ザ・クリーヴランド・ショウ」が放送されていた。
日本では2006年にシーズン1とシーズン2の一部がDVDで発売された。また、2022年7月にDisney+よりシーズン20が動画配信された。

## 概要
アメリカ合衆国、ロードアイランド州クォーホグという架空の町に住むグリフィン一家を描いたコメディ。「ザ・シンプソンズ」同様、家族（特にピーター）が引き金となって起こる騒動を描いたコメディだが、タブーやモラルを軽視したブラックユーモアを含む作品となっている。そういった特徴の為、批判も多い。ユダヤ人、黒人を始めとする特定の人種を茶化すことも頻繁であり、「日本人はサルの味がする」などの差別的な表現が用いられることもある。
本作の舞台である架空の町クォーホグは、ピーターの祖先であるグリフィン・ピーターソンが設立したという設定である。町の名前は、ロードアイランド州の特産品であり、同州の貝ともされているホンビノスガイに由来している。また、元プロビデンス市長であるバディ・シアンシーが作中に登場したことがある。原作者のセス・マクファーレンは、フォックス放送系列のテレビ局、WNAC-TVのニュース番組のインタビューの中で、クォーホグのモデルはクランストンであると発言した。

## 登場人物
年齢は第8期(2010年)時点のもの。原作者のセス・マクファーレンが、殆どの男性キャラクターの声を1人で担当している。

### グリフィン一家
ピーター・グリフィン（Peter Griffin）
声 - セス・マクファーレン
グリフィン家の世帯主。43歳。
フルネームはジャスティン・ピーター・グリフィン（Justin Peter Griffin）。ピーター・レーベンブロイ・グリフィン（Peter Löwenbräu Griffin）とされたこともある。
肥満体で眼鏡をかけている。白いシャツと緑色のパンツがトレードマーク。「へへへへへ」と鼻に掛かったような笑い方をする。
アイルランド系アメリカ人で、容姿、性格、嗜好や社会的立場もアイルランド系アメリカ人を皮肉ったものになっている。しかし物語が進むにつれ、メキシコからの不法移民であったり、先祖が黒人奴隷であったりと違った事実が明らかになる。
宗教はカトリックで、日曜日のミサには出席している模様。
初期の物語ではおもちゃ会社に勤務していたが、その後解雇されてからは、漁師、アメフト選手、Uberのドライバー等、様々な職を転々としている。第8期ではビール工場で働いている。
成人しても小学4年生に進級できなかったほど頭が悪く、IQテストでピーターが知的障害者レベルと診断される場面もある。
往年のTVのアイドル的な存在に強く憧れており、『ハッピーデイズ』のメインキャラクターであるフォンジーを崇拝しているほか、『スタートレック』にも憧れているが、『ゴッドファーザー』は大嫌いらしい。
このほかにも、ロックバンドのキッスの熱狂的なファンである。
女性蔑視を地で行くような言動と裏腹に、妻のロイスとは基本的に良好な夫婦関係を築いているが、ピーターの身勝手な行動で関係に危機が訪れることも多い。その度に土壇場でロイスに誠意を示すことで何とか破局を免れている。
クアグマイア、ジョー、クリーヴランドとは近所の飲み仲間であり、よく4人でバー「ザ・ドランケン・クラム」（The Drunken Clam）に出向きくだをまいている。
自分を愚弄したカイルを殴り飛ばす、ステューウィーに自分の乳首を吸わせる、排便をした後手を洗わない、寿司屋の開店資金を調達する為に家を担保に大量の宝くじを買う、果てはアメリカ合衆国から独立宣言して「ペトロリア」なるミニ国家を建国するなど、作品を通して大のトラブルメーカーである。
ロイス・グリフィン（Lois Griffin）
声 - アレックス・ボースタイン
ピーターの妻。41歳。
ロードアイランド州ニューポート出身で、実家は地元の名家であるピーターシュミット家。
長女メグとは対照的に魅力的な容姿で、ブライアンやクアグマイアなど、彼女に憧れている人物は多い。
トラブルメーカーの夫ピーターを助けて一家を支えている。ピアノを得意としており、近所の子供に家でピアノを教えている。
初期の物語ではごくまともな性格で温厚な人物として描かれていたが、物語が展開するにつれて、夫勝りなクレイジーな言動も散見されるようになった。空手、ボクシング、プロレスなどスポーツもできる。また、ステューウィーから手榴弾を喰らってもビクともしない強靭な肉体の持ち主である。
かつてはプレイガールとして名を馳せたらしく、キッスのジーン・シモンズとも一晩を過ごした経験がある。また、離婚歴がある。
キャロルという妹と、精神病院に入院しているパトリックという兄がいる。
口癖は「Oh my god!!」。
運転免許証を所有している。
メグ・グリフィン（Meg Griffin）
声 - レイシー・シャベール（シーズン2のエピソード2まで）、ミラ・クニス（シーズン2のエピソード3 - ）、レイチェル・マクファーレン（パイロット版）
グリフィン家の長女。17歳。
フルネームはミーガン・グリフィン（Megan Griffin）。
眼鏡をかけている、少し太めの女の子。ジェームズ・ウッズ高校の3年生。
容姿に恵まれていない為に誰からも疎まれている。人気を渇望するあまりレズビアンになろうとしたかと思えば、キリスト教原理主義に傾倒したりするなど極端。学校ではクラスの人気者連中に媚を売っていて、ますます嫌われている。テレビ局キャスターのトム・タッカーに片想いをしたり、アダム・ウェスト市長と交際したりと恋愛経験は多いが、嫌われ者の性格が災いして、ことごとく失恋している。家庭内でも嫌われており、ロイスを中心に酷い扱いを受けている。着用しているピンクの帽子を外すと、時々戦闘モードに入る。ブライアンの炎上ツイートの件で食堂でクリスと共に除け者扱いにされた時、食堂にいた全員を格闘技で皆殺しした。一時期アイドルになったことがあるが、スキャンダルにより考えを改め元に戻った。
2005年の長編スペシャルでは、将来性転換をして男性になる設定がある。
自動車の免許を持っており車を運転するシーンがあるが、必ずと言っていいほど事故を起こす。
左利きである。
クリス・グリフィン（Chris Griffin）
声 - セス・グリーン、セス・マクファーレン（パイロット版）
グリフィン家の長男。15歳。
フルネームはクリストファー・クロス・グリフィン（Christopher Cross Griffin）。
父親であるピーターに似て肥満体で、金髪にピアスをしている。
初期は中学生として登場していたが、現在は姉のメグと同じ学校に通う高校1年生。
「エレファント・ベビー・ボーン」の見出しで新聞に掲載されるほど、生まれた時から大柄な体格をしており、赤子とともに写真に写っていたロイスは出産の苦しみでやつれきっていた。
父親の事が大好きで、ピーターとロイスが夫婦喧嘩（実際は性行為）をしている所を目撃して無条件に「Go dad!!」と父親を応援するほど。
温厚で優しい性格だが、それが裏目に出て愚鈍、のろまといった役柄が多い。
人種差別主義者の活動に色仕掛けで加担してしまったりヘヴィ・メタルに感化されて非行に走るなど、流されやすい性格でもある。
運動がひどく苦手な反面、絵を描く才能があり、一度は才能を見出されてアーティストになる為にニューヨークに住まわされたことがある。
女性と接するのが極度に苦手で、話しかけられただけで喜んでしまう。
新聞配達のアルバイトをしているが、配達先をカイルという少年にとられた挙句に虐められている。
ステューウィー・グリフィン（Stewie Griffin）
声 - セス・マクファーレン
グリフィン家の次男。1歳。
フルネームはステュワート・ギリガン・グリフィン（Stewart Gilligan Griffin）。
ラグビーボールのような楕円形の頭部が特徴。
1歳の赤ん坊だが、一家の誰をも凌ぐ知性の持ち主で雄弁。精子の頃から世界征服と母親のロイスを殺す事を企んでいて、様々な武器を発明してはその機会をうかがっている。ロイスを殺害する計画は実行に移す事もあるが、悪運ゆえに失敗ばかりであり、当のロイスもステューウィーの思惑に気づいていない。
当初は悪の天才といった性格だったが、シリーズが進むにつれ変態的な要素が増し、ゲイや性的倒錯な一面を覗かせることもある。第7期では、ジョー・スワンソンとその妻ボニーの間に生まれた娘スージーに恋愛感情を抱いている。過去にはジャネットやオリビアというガールフレンドがいた。
家族の中で一人だけイギリス英語のアクセントで話す。母親を「ロイス」、父親を「デブ」と呼んでいる。
幼児番組が大好きな他、ルパートという熊のぬいぐるみを非常に大事にしていて、話しかけるなど僅かに子供っぽい部分もある。また、ブロッコリーが嫌いで、ブロッコリー根絶を目論んだりしたこともある。
まだ赤ん坊であるためおむつを履いており食事は離乳食で、時折ロイスの母乳を飲むシーンもある。しかし、1歳でありながら驚異的な身体能力を持ち合わせており、ブライアンと共に軍に入隊しイラクへ派遣される。また、パソコンや車、ジェット機も扱える。ただし、ブライアンのプリウスを勝手に乗り回した際は派手に事故を起こした。
「Victory is mine!」「Damn you all!」「Blast!」「What the Deuce?」といった口癖があったが、物語が進むにつれ使わなくなった。
 ルパート（Rupert） 
ステューウィーが大事にしているテディベア。当初は茶色の熊だったが、次第にオレンジ色に変わっている。接し方は様々で、友達や、部下、恋人にもなる。まれに人間としての妄想や、性的な妄想で登場することもある。本人はこの人形を大切にしているが、犬に取られ散々になったり、リコールされ燃やされそうになったりと沢山な危機に遭遇してはそれを乗り越えている。
しかし酔っぱらったブライアンによりかじられバラバラになった時は新しいルパートに買い替えられた。
ブライアン・グリフィン（Brian Griffin ）
声 - セス・マクファーレン
グリフィン家の飼い犬。10歳（人間の56歳に相当）で雄のラブラドール・レトリバー。
出身はテキサス州のオースティン。
ブラウン大学出身で、グリフィン家の中ではステューウィーに次いで高い知識を持つ。酒を飲まなければ一家で一番の常識人。
小説家を自称し、著作を執筆中だが一向に進まずにいる。脚本家に憧れてハリウッド映画を執筆したりもするが、こちらも上手くいかず、実は剽窃であったり、内容も陳腐で俗物的だったりとバカにされる。
自分専用の車を所有しており、現在の愛車は2代目のトヨタ・プリウス。
性格的には「おじさん」であるので、ピーターやロイスの相談に乗ったり慰めたりする事もある。落ち着いた物腰とよく通る低音で話す。
音楽に詳しく、クラシック音楽やジャズを好み、それらの造詣も深い。歌唱力には自信があるようで、劇中の催しなどで時折その腕前を披露する。
信条はリベラルで、民主党を支持していて、同性婚やマリファナの合法化にも肯定的である。徴兵制度や共和党、南部の保守的な風土には批判的。大型スーパーの町内への進出に反対したり、リサイクルの為にゴミの分別を積極的に行ったりもする。初期は「良い大人」なキャラクターだったが、物語が進むにつれてリベラルを皮肉る意味での性格が強くなり、ステレオタイプなマイナス面が強調されるようになり、クアグマイアから嫌われている。
ひそかに黒人に偏見を持っていて、それを隠そうと大げさに振る舞うことでかえってボロが出る。「今から黒人の映画を観る」とツイートし、ニュースになるほどの炎上を起こしたこともある。また「風邪っぴきの日本人と隣り合わせになったせいで酷いフライトだった」と不満を述べてステューウィーにドン引きされるなど、人種偏見を匂わす発言をすることも多い。
子守りの為、ステューウィーとは多く行動を共にする。時に小言を言い合ったり、目的の為に団結したりと、二人の間には友情にも似た関係が確立されている。ステューウィーと共に軍に入隊しイラクに派遣されたことがある。
マティーニが好物で、度々自宅やバーで飲む一方、酔いつぶれると女性をナンパしたり、辛辣な悪口を吐くなどの行動にでるため、アルコール依存症治療のセラピーに通っている。また、グリフィン家で唯一の喫煙家。マジックマッシュルームにも手を出したことがあり、その時は幻覚を見て錯乱し、ステューウィーの目の前で「第三次世界大戦を止める。」と言いハサミで耳を切り落とした。ちなみにその耳はステューウィーが縫合を施した。
カリフォルニアに同性愛者の従弟ジャスパーがおり、グリフィン家にて結婚式を挙げる。
ジリアンという人間のガールフレンドがいたが、身体的な魅力を持つ反面頭が悪く、ブライアンはジリアンとの深い関係を望まず、破局した。
第13期で交通事故に遭い死亡。グリフィン家は後にヴィニーという新しい犬を家族として迎えた。こちらも二足歩行で英語を話すが、イタリア系アメリカ人のステレオタイプといった性格をしている。ブライアンの死のエピソードは多くの視聴者からの反感を買い、ネット上では復活を求めるサイトが立ち上がるなど騒然となった。第16期の終盤で、未来から来たステューウィーに命を救われ復活する。
その後、前述の映画のツイートの一件からグリフィン家を去り、マンションに移住した。マンションから落ちて入院するが、ロイスの説得でその後退院し、再びグリフィン家に戻った。
 ニュー・ブライアン（New Brian） 
声 - ジョン・ヴィーナー
シーズン7のエピソード5「The Man with Two Brian」にて登場したグリフィン家の飼い犬。
ピーターがブライアンが死んだときのためにと飼い始めたが、新しいのとブライアンより愛嬌があることでグリフィン家はニュー・ブライアンに心が移った。しかし、ステューウィーが彼に文句を言った際、ルパートと性的な関係を持ったことが発覚し、ステューウィーにより自殺に装って殺害された。
 ヴィニー（Vinny） 
声 - トニー・シリコ
シーズン12のエピソード6「Life of Brian」で登場した、グリフィン家の2代目の飼い犬。
このエピソード中にブライアンが車にはねられ死んでしまい、2代目として飼い始めた犬。ペットショップに訪れたピーターに「猫の猟犬である」と話したことをきっかけに飼われることになった。ではその後のエピソードブライアンの代わりとして多数登場したが、視聴者の反感が多かったこともあり、同じシーズンのエピソード8「Christmas Guy」にてタイムスリップしたステューウィーによりブライアンが助けられたことにより、ヴィニーは飼われなかったこととなり、以降登場しなくなった。
だがシーズン15のエピソード1「The Boys in the Band」の最後のシーンにて登場した。

### ピーターの友人達
グレン・クアグマイア（Glenn Quagmire）
声 - セス・マクファーレン
グリフィン一家の隣人。41歳。職業はパイロット。かつて海軍に在籍しており、カーターの策略で海に投げ捨てられ漂流しているピーターを救助した経験を持つ。独身だが、セックス依存症を患っていて、女性には見境なく声をかけている。密かにロイスを狙っている模様。出会い系アプリのTinderにハマった時は、長く自宅にこもり行為に明け暮れる。一方で、作中でも醜いキャラクターであるメグを敬遠しているが、18歳になったメグとは一度デートしている。家にはバーカウンターやミラーボールが完備されていて、際どい仕掛けも随所に施されている。時折女性を招いてパーティを催している。興奮したり興味をそそられた時に「Hah, hah」「Alright」等の台詞を吐く。「クアグマイア」は英語で「沼」という意味を持つ。珍しい苗字の為、ロイス以外の親しい者からは名前ではなく「クアグマイア」と呼ばれる。また、極端にエラが出っ張っているが、これは意図的に亀頭に似せている。日系三世で母方の祖父は太平洋戦争時、神風特攻隊として大日本帝国空軍に従軍していた。ミッドウェー海戦で戦死したとされる。これがきっかけでパイロットになった。同時に祖父の言い伝えとして「たくさんの真珠が足の指の間にある限り、男は貧乏にはならない」と流暢な日本語を披露しているが、肝心の意味は不明である。零戦にピーターとジョーを乗せて遊覧飛行をしていたが、米軍の軍艦を見て日本人の血が騒ぎ特攻しようとして二人を殺しかけたことがある。しかし一連のエピソードは、ピーターとジョーが彼に仕掛けた悪戯に対する仕返しのための嘘であると自らネタばらしをしていた。ブライアンとの関係は険悪で、ブライアンに変性した父と食事に誘われた後も、罵倒して帰ってしまった。
ジョー・スワンソン（Joe Swanson）
声 - パトリック・ウォーバートン
グリフィン家の隣人。39歳。家族と共にグリフィン家の隣に引っ越してきた。
職業は警察官で、15年前のクリスマスにブリッグスに両足を撃たれ、下半身不随となるも、警察官の仕事を続けている。スポーツ観戦で熱狂すると人目を憚らず怒鳴るように歓声をはり上げる。スティーブン・セガールの映画が大好き。警察官として、たとえ隣人であっても、違法行為には容赦せず毎回ハリウッド顔負けのアクロバティックな逮捕劇を繰り広げる。いつも車椅子に乗っているが、筋肉質なその体型のお陰で健常者以上に機敏に動いたり、スポーツもできる。シーズン6のエピソード3「Believe It or Not, Joe's Walking on Air」で、手術により歩けるようになったが、その後調子に乗ってハチャメチャしていたがために、ボニーによって撃たれ、車いすに戻った。妻のボニーは引っ越してきてからずっと妊娠したままで一向に赤ん坊が生まれる気配がなく、そのことを劇中でもネタにされた。しかし第7期において6年以上の妊娠を経てついにスージーという娘が誕生する。ケビンというメグと同世代の息子がおり初期には時々登場していたが、物語中盤から全く登場しなくなっていた。ステューウィーのモノマネができる。口癖は「Let's Do this!」。
 ボニー・スワンソン（Bonie Swanson） 
声 - ジェニファー・ティリー
ジョーの妻で、ケビンとスージーの母親。41歳。シーズン1のエピソード5「隣のヒーロー（A Hero Sits Next Door）」で初登場。当初は赤茶色の巻き毛だったが、次第に黒髪に変わった。シーズン7のエピソード7「Ocean's Three and a Half」で長らく妊娠していたスージーを生んだ。エピソードにして116エピソード目である。かつてはストリッパーだった過去を持つ。
クリーヴランド・ブラウン（Cleveland Brown）
声 - マイク・ヘンリー →アリフ・ザーヒル
グリフィン家の隣人。42歳。とても温厚な性格で、ゆっくりとしゃべる。名前の由来はNFLのクリーブランド・ブラウンズから取られている。よくピーターに自宅を壊されており、そのたびに必ず「No no no no no no!」というのがネタだった。
ロレッタという妻とクリーヴランド・ジュニアという息子がいたが、クアグマイアとロレッタが不倫したことが原因で離婚した。2009年に、彼を主人公にしたスピンオフアニメ「ザ・クリーヴランド・ショー（The Cleveland Show）」が放送開始。息子と共にバージニア州に引っ越し、高校時代の知り合いであるダナーと再婚して新しい家庭を築いている。これに伴い第8期から第12期まで本編での登場は無かった。
番組開始から約20年間にわたって、本キャラクターの声を白人俳優のマイク・ヘンリーが担当していたが、「担当しているキャラクターが黒人（有色人種）である以上、私ではなく、黒人が声を担当すべきだ」として、2020年6月27日にTwitterで降板することを発表した。その後、アニメを制作しているフォックスはYouTuberとして活動しているアリフ・ザーヒルが本キャラクターの声を吹き替えすると同年9月25日に発表した。
モート・ゴールドマン（Mort Goldman）
声 - ジョン・G・ブレナン
クォーホグに住むユダヤ人の薬剤師で、薬局を経営している。年齢不詳ながらも既婚で、妻や息子と容姿が酷似している。名前、職業、容姿や性格もユダヤ人のステレオタイプを皮肉ったものになっていて、赤い縮れ毛とメガネと出っ歯が特徴。潔癖症で、神経質な上に非常に気が小さい。痔などの病歴を人前で非常に公言する癖がある。発音はニューヨークなまりである。ピーターの知り合いで、ピーターも時折彼の薬局を訪ねたり、ボウリングをして一緒に遊んだりしている。シーズン9のエピソード1「And Then There Were Fewer」にて妻を殺害され、息子と二人で暮らすようになる。妻がいない事を度々ピーター達にいじられている。
 ミュリエル・ゴールドマン（Muriel Goldman） 
声 - ニコール・サリバン
モートの妻。42歳。14歳の頃にモートと出会い、その後のデートで結婚を決めた。彼女もモートと同じくニューヨークなまりである。シーズン9のエピソード1「And Then There Were Fewer」でダイアン・シモンズに殺害された。そのためモートはミュリエルを使って顧客をだます商法ができなくなって財政難になった。

## 日本での展開

### 放送・配信
番組は2006年9月8日にGyaOストリーミングサービスで日本初公開された。
2022年7月6日に定額制動画配信サービスのDisney+にてシーズン20が配信された。
Gyao配信分においては、村上由美子が字幕翻訳を務めた。

### ソフト販売
日本では2006年9月29日に、20世紀フォックス・ホーム・エンターテイメント・ジャパンからDVDが販売されたが、それ以降の発売はない。日本語吹替はなく、字幕のみ。

#### DVD
- Disc 1 - シーズン1の第1話から第5話に相当

- 家族のカタチ　(Death Has a Shadow)
- テレビ野郎　(I Never Met the Dead Man)
- ロイスの逆襲　(Mind Over Murder)
- お誕生日大作戦　(Chitty Chitty Death Bang)
- 隣のヒーロー　(A Hero Sits Next Door)

- Disc 2 - シーズン1の第6話から第7話、シーズン2の第1話、第10話、第2話に相当

- 親子バカ　(The Son Also Draws)
- ブライアンの肖像　(Brian: Portrait of a Dog)
- ピーターのおいしい生活　(Peter Peter Caviar Eater)
- 踊る大選挙戦　(Running Mates)
- 素晴らしき日々　(Holy Crap)

- Disc 3 - シーズン2の第9話、第5話から第7話に相当

- 神様！仏様！ピーター様!?　(If I'm Dyin', I'm Lyin')
- 昨日の友は今日の敵？　(Love Thy Trophy)
- ピーター死す!?　(Death is a Bitch)
- 王様は私　(The King is Dead)

## クロスオーバー
日本国内でも有名なザ・シンプソンズとクロスオーバーをしたことがある。番組枠はファミリーガイの時間帯で「The Simpsons Guy」という題名で放送された。日本国内ではこの作品の字幕版は出回っていない。
2023年12月にはフォートナイトとコラボし、ピーター・グリフィンがチャプター5シーズン1のバトルパスで入手できるスキンとして登場した。ただし、他のキャラクターとの体型の差異を軽減するためか、フォートナイトにおけるピーターは原作よりも筋肉質になっている。